# Harry Rawson
El almirante Sir Harry Holdsworth Rawson, GCB, GCMG (5 de noviembre de 1843 – 3 de noviembre de 1910) fue un oficial naval británico de la Royal Navy. Es recordado principalmente por supervisar la Expedición de Benín de 1897, una expedición punitiva británica contra el Reino de Benín (en la actual Nigeria). La fuerza de Rawson saqueó y quemó el palacio, exilió a los Oba y saqueó un gran número de bronces de Benín y otros tesoros reales. Rawson fue nombrado gobernador de Nueva Gales del Sur, sirviendo desde el 27 de mayo de 1902 hasta el 27 de mayo de 1909.
Rawson murió dos días antes de cumplir 67 años, el 3 de noviembre de 1910 en Londres después de una operación de apendicitis; Sus dos hijos y una hija vivieron una vida normal hasta su muerte natural.